# Linda Pritchard

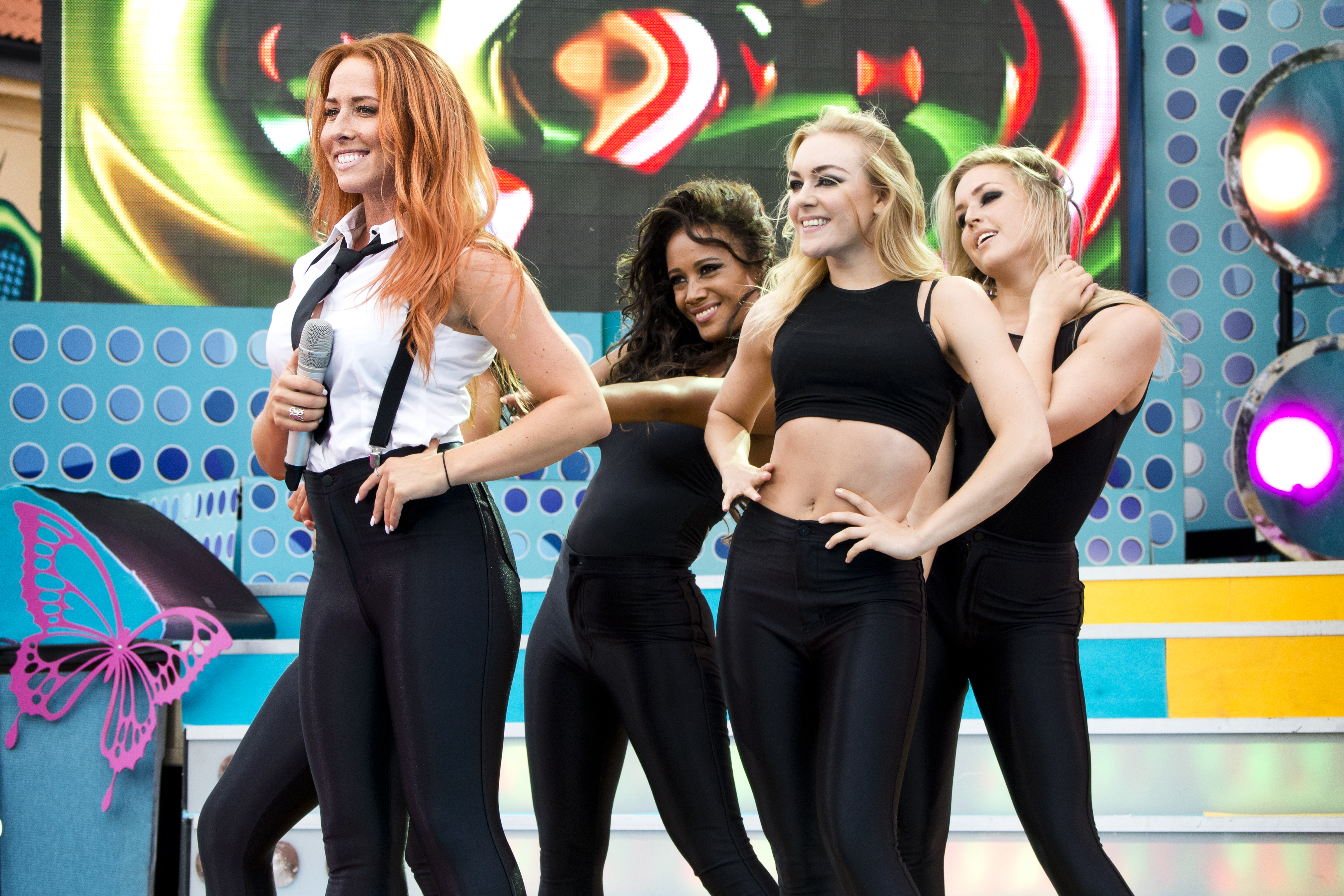
Linda Pritchard på Sommarkrysset

Linda Maria Irene Norrgård, känd som Linda Pritchard, född 19 maj 1983 i Stockholm, är en svensk sångare och artist.

## Biografi
Linda Pritchard är uppvuxen i Stockholm och på Ekerö. Hon deltog med viss framgång i Idol 2008 där hon kom till kvalveckan men blev utröstad, trots att hon ansågs vara en av favoriterna i talangtävlingen. Under sommaren 2009 deltog Pritchard i Allsång på Skansen som en av dansarna bakom Magnus Uggla och hon har även koreograferat Ace of Base.  Pritchard följde också med på Magnus Ugglas revyturné.
Pritchards första musiksingel "Fast Car", som ursprungligen spelades in av Tracy Chapman, hamnade på samlingsalbumet Absolute Music 61. Hon har även tidigare körat för sångare som Celine Dion och  Britney Spears. År 2011 släppte Pritchard sin första skiva Alive. På den finns bland annat låtarna "Alive", "Miracle", "Rise Again" och "You Making Me Hot-Hot-Hot". I mars 2012 släpptes videon till singeln "   Wicked Game" på Youtube. 2015 släppte hon singeln 100 änglar i din famn till förmån för Barncancerfonden.
Hon har i tre säsonger turnerat runt Sverige med Diggiloo och medverkat i tv-program som Så ska det låta, Lotta på Liseberg och Sommarkrysset. Våren 2018 medverkar hon i Malmö Operas turnéuppsättning av Stephen Schwartzs musikal Godspell.

### Melodifestivalen
Pritchard har deltagit som dansare i Melodifestivalen 2006 och gjort öppningsnumret ”Get this party started”  i finalen Melodifestivalen 2008. Som soloartist framträdde  hon i Melodifestivalen 2010 med bidraget "You're Making Me Hot-Hot-Hot", och slutade på femte plats i första deltävlingen i Örnsköldsvik. Även i Melodifestivalen 2011 medverkade hon med låten "Alive", som gick till andra chansen, där hon blev utslagen i duellen mot The Moniker.

### Privatliv
Med sambon Oscar Görres har hon två barn, födda 2015 och 2017.

## Diskografi

### Singlar
- 2009 – "Fast Car"
- 2009 – "Staying Alive"
- 2010 – "You're Making Me Hot-Hot-Hot"
- 2010 – "Miracle"
- 2011 – "Alive"
- 2012 – "Wicked Game"
- 2014 – "Drummer Boy"
- 2015 – "100 änglar i din famn"

### Album
- 2011 – Alive

## Teater

### Roller
| År   | Roll  | Produktion                                              | Regi             | Teater      |
| ---- | ----- | ------------------------------------------------------- | ---------------- | ----------- |
| 2018 | Linda | Godspell Stephen Schwartz och John-Michael Tebelak      | Roine Söderlundh | Malmö Opera |
| 2022 | Simon | Jesus Christ Superstar Andrew Lloyd Webber och Tim Rice | Fredrik Rydman   | Turné       |